# Массовое убийство в школе «Колумбайн»
Массовое убийство в шко́ле «Колумба́йн» — спланированное нападение Эрика Харриса и Дилана Клиболда, двух учеников старших классов школы «Колумбайн», расположенной в одноимённой невключённой общине округа Джефферсон, штат Колорадо, на остальных учеников и персонал этой школы, совершённое 20 апреля 1999 года с применением стрелкового оружия и самодельных взрывных устройств. Нападавшие убили 13 человек (12 учеников и одного учителя), ранили ещё 24 человека, после чего застрелились сами.
По числу жертв стрельба занимала в своё время третье место среди массовых убийств в учебных заведениях США (первые два занимали в начальной школе «Бат» в 1927 году и в университете в Остине в 1966 году). Произошедшие позднее в Виргинском политехническом институте (2007) и в начальной школе Сэнди-Хук (2012) отодвинули массовое убийство в Колорадо на пятое место по числу жертв. До массового убийства в старшей школе Марджори Стоунман Дуглас (2018) число жертв этого преступления было больше, чем у любого другого в более узкой категории убийств в «старших» школах США.
Массовое убийство получило широкий резонанс в США и вызвало бурные споры о необходимости ужесточения контроля над владением и оборотом огнестрельного оружия. Произошедшее привело к ужесточению систем безопасности в учебных заведениях и усилению контроля над доступом детей к Интернету и жестоким видеоиграм.
Этому событию посвящена песня финской симфо-метал группы Nightwish — «The Kinslayer».

## Предварительные происшествия и намерения

Эрик Харрис

Дилан Клиболд

Эрик Харрис и Дилан Клиболд занимались левел-дизайном, самостоятельно создавая уровни компьютерной игры «Doom». В 1996 году Эрик Харрис зарегистрировал на сервере компании «America Online» персональный веб-сайт для размещения своих разработок, чтобы предоставить возможность знакомым пользоваться ими. Также Эрик Харрис стал вести интернет-блог, на котором появлялись шутки и небольшие заметки о родителях, школе и друзьях. К концу года наполнение сайта изменилось: он уже содержал инструкции, как наносить вред окружающим и изготавливать взрывчатые вещества, а также рассказы обо всех неприятностях, устроенных Харрисом и Клиболдом. В начале 1997 года в блоге впервые начали появляться признаки нарастающего гнева Харриса по отношению к обществу.
Из-за малого количества посетителей сайт не вызывал тревоги и опасений до конца 1997 года, когда Дилан Клиболд дал его адрес Бруксу Брауну, бывшему другу Харриса. Ознакомившись с содержимым сайта, Браун обнаружил многочисленные угрозы расправы, направленные в свой адрес. Его мать обратилась в полицию округа Джефферсон и затем делала это неоднократно; следователь Майкл Герра был осведомлён о существовании сайта. Герра также обнаружил на интернет-ресурсе угрозы в отношении других учеников и учителей школы «Колумбайн». Некоторые материалы содержали заметки Эрика о своей ненависти к обществу в целом и желании убить всех, кто его раздражает. По мере приближения дня нападения на школу Харрис всё больше писал о готовности самодельных бомб и количестве оружия у него, а также списках людей, которых он хотел убить. Общий план действий указан не был. Когда юноша дал понять, что имел дело со взрывчатыми веществами, Герра начал оформлять заявление на получение постановления на обыск дома Харрисов, но так и не подал его в надлежащую инстанцию. Существование этого документа скрывалось полицией округа Джефферсон до сентября 2001 года и было выявлено в ходе независимого расследования телевизионного шоу «60 минут». После обнаружения документа было начато расследование в отношении официальных лиц округа Джефферсон в связи с сокрытием ими информации. Расследование выявило, что через несколько дней после бойни высокопоставленные лица округа собрались вместе, чтобы обсудить публикацию заявления Герры для широкой публики. Ими было принято решение, что из-за того, что документ не содержал необходимых оснований для выдачи ордера на обыск дома Харрисов, лучше будет не говорить о его существовании на ближайшей пресс-конференции, хотя содержание встречи официальных лиц и обсуждавшиеся вопросы были сообщены только членам суда присяжных. После пресс-конференции подлинные документы Герры исчезли. В сентябре 1999 года следователь округа Джефферсон попытался найти их в ходе тайного обыска компьютерной системы округа, но ему это не удалось. В ходе второй попытки, предпринятой в конце 2000 года, копии документов были найдены в архивах округа. Их восстановили и передали широкой публике в сентябре 2001 года, но подлинные документы по-прежнему отсутствуют. Окончательный отчёт о расследовании выпустили в сентябре 2004 года.
30 января 1998 года Эрика Харриса и Дилана Клиболда арестовали за кражу инструментов и оборудования из грузовика, стоявшего на окраине города Литтлтон, штат Колорадо. На суде юноши признали себя виновными, и их отправили на специальные курсы, призванные предотвращать преступления среди молодёжи. В это же время Харрис начал посещать психолога и продолжал это делать около года.
Юношей не поместили в группу наркозависимых подростков, несмотря на то, что в прошлом Дилан был замечен за употреблением спиртных напитков и уличён в предоставлении для анализов разбавленной мочи. Впоследствии Харрис и Клиболд были освобождены за хорошее поведение, но их оставили под наблюдением. Харрис написал владельцу грузовика официальное письмо с извинениями и выражением сочувствия, одновременно с этим сделав хвастливую запись в своём личном дневнике о том, что это было притворством. За несколько месяцев до происшествия Харрис всё ещё оставался под наблюдением психолога, разрабатывая план действий. Юноши считали, что находятся в состоянии войны с обществом и что им необходимо принять меры против тех, кого они ненавидят.
Вскоре после судебного процесса сайт вернулся к своему первоначальному предназначению — размещению пользовательских уровней для игры «Doom», также прекратил своё существование блог Харриса, который с этого момента стал записывать свои мысли и планы в бумажный дневник. На сайте всё ещё оставался раздел, где Харрис продолжал писать о приобретении оружия и создании бомб, впоследствии им использованных. После того, как интернет-ресурс стал более популярен, компания «AOL» полностью удалила его со своих серверов.

### Медикаменты
На встречах с психиатром Харрис жаловался на депрессию, чувство злости и суицидальные мысли, в связи с чем ему был назначен антидепрессант «Золофт». Он также рассказывал о неугомонности и пониженной сосредоточенности, в апреле ему был выписан схожий препарат — «Лювокс». После вскрытия тела подростка врачи обнаружили терапевтические дозы этого лекарства в организме. Некоторые аналитики, такие, как психиатр Питер Бреггин, посчитали, что к агрессивным действиям Харриса могло привести употребление им предписанных препаратов. Утверждалось, что побочные эффекты данных лекарств включают в себя повышенную агрессивность, отсутствие чувства вины, деперсонализацию и маниакальные состояния.

### Дневники и видеозаписи
Вскоре после ареста Харрис и Клиболд стали вести личные дневники и снимать видеоролики, демонстрировавшие наличие у них оружия.
Записи показали, что они готовили план по взрыву школы, который должен был по своей мощи соперничать с терактом в Оклахома-сити. Также дневники содержали идеи о побеге в Мексику, угоне самолёта из международного аэропорта Денвера и дальнейшем его использовании для подрыва здания в Нью-Йорке.
Харрис и Клиболд на протяжении некоторого времени вели наблюдения и записи, что позволило им определить время, когда в столовой будет находиться наибольшее количество людей. Они запланировали подрыв взрывных устройств в столовой на время, когда в ней будет несколько сотен человек. После детонации бомб в столовой Харрис и Клиболд планировали расстреливать стремящихся в панике к выходу выживших учеников и учителей. Затем, когда к школе начали бы подъезжать машины скорой помощи, пожарные, полиция и журналисты, должны были взорвать взрывные устройства, заложенные в заранее оставленных рядом со школой машинах, что вызвало бы гибель некоторого количества людей снаружи. Однако взрывные устройства ни в школьной столовой, ни в автомобилях не сработали.
Харрис и Клиболд хранили любительские видеозаписи, на которых в основном демонстрируются нелегально приобретённые взрывчатые вещества, боеприпасы и оружие. В этих видеороликах юноши также рассказывали о том, как им удалось спрятать свой арсенал в своих домах и скрыть от родителей то, чем они занимались. Некоторые материалы содержат записи, где Харрис и Клиболд тренируются в стрельбе в близлежащих предгорьях, а также кадры некоторых мест школы, снятые в процессе подготовки нападения. Примерно за полчаса до атаки подростки записали прощальное видео с извинениями перед своими семьями и друзьями.

### Оружие
За несколько месяцев до атаки Харрис и Клиболд завладели карабином Hi-Point 995, 9-миллиметровым полуавтоматическим пистолетом TEC и ружьём 12-го калибра. Карабин и два ружья приобрела Робин Андерсон, подруга юношей, во время выставки оружия «Tanner Gun Show» в декабре 1998 года, а самозарядный пистолет (легальная продажа которого была запрещена в США с 1994 года) они купили 23 января 1999 года за 500 долларов у другого своего знакомого, Марка Мейнса, с которым их познакомил некто Филип Дюран. Впоследствии 22 июня 2000 года Марк Мейнс был приговорен к 6 годам лишения свободы за незаконную продажу оружия несовершеннолетним; Филип Дюран как посредник получил на том же суде в качестве наказания 4,5 года лишения свободы; Робин Андерсон осуждена не была, так как следствие установило, что она не нарушила законы. Все трое утверждали, что ничего не знали о криминальных планах Харриса и Клиболда.
Пользуясь инструкциями, полученными из Интернета, Харрис и Клиболд изготовили 99 взрывных устройств различных конструкций и размеров. Из ружей они сделали обрезы, что позволило легче скрывать оружие под одеждой. Таким образом, ещё до начала бойни они несколько раз нарушили законы штата и федеральные законы, включая Национальный закон об огнестрельном оружии 1934 года и Закон о контроле над оружием 1968 года.
В день нападения Харрис использовал помповое ружьё «Savage-Springfield 67H» и самозарядный 9-миллиметровый карабин «Hi-Point 995». Впоследствии из ружья и карабина было совершено 25 и 96 выстрелов соответственно. Затем юноша совершил самоубийство, выстрелив себе в голову из помпового ружья. Всего Харрис имел при себе 13 магазинов, снаряженных на 10 патронов для карабина, и 30 дробовых патронов для помпового ружья.
Клиболд был вооружён 9-миллиметровым самозарядным пистолетом «TEC-9» и обрезом двуствольного ружья «Stevens 311D» 12-го калибра, из обреза Клиболд сделал 12 выстрелов. В основном Клиболд пользовался пистолетом, сделав из него 55 выстрелов. Кроме того, у Клиболда с собой было 3 магазина для самозарядного пистолета, снаряженных на 52, 32 и 28 патронов, а также 26 дробовых патронов 12 калибра для обреза.
Также у нападавших при себе имелось в общей сумме 45 самодельных трубчатых бомб, из которых 8 сработали, и 10 коктейлей Молотова, из которых сработали 2.

## 20 апреля 1999: день нападения
Внимание: время указано в часовом поясе UTC−6.
Незадолго до приезда в школу Харрис и Клиболд установили небольшое самодельное взрывное устройство в поле, находившемся в 800 м от здания школы. Оно должно было взорваться в 11:14. Предполагается, что это было сделано для отвлечения внимания и сил. Устройство частично сдетонировало, в результате чего загорелась трава, которую потушила прибывшая пожарная бригада. Остатки взрывного устройства были оперативно исследованы сапёром, который определил уровень исполнения взрывного устройства и передал эти сведения по инстанции. Эти данные вскоре пригодились.
Во вторник 20 апреля 1999 года в 11:10 утра Эрик Харрис и Дилан Клиболд на разных машинах прибыли в школу «Колумбайн». Харрис припарковался на стоянке для машин учеников младших классов, а Дилан — для старших; оба поставили машины на чужие места. Оба находились рядом с одним из двух главных входов в школу, а со стоянок были хорошо видны боковые входы в школьную столовую.
Юноши встретились у машины Харриса возле школы, взяли две 9-килограммовые (каждая на основе баллона с пропаном) трубчатые бомбы, после чего вошли в школьную столовую — за несколько минут до начала первого обеденного перерыва — и расположили там несколько сумок с бомбами, снабжёнными часовыми механизмами. Таймеры были установлены на 11:17. По подсчётам преступников, именно в это время в столовой должно было находиться наибольшее число людей. По случайному совпадению, именно в это время охранник начал перематывать старую кассету для камеры видеонаблюдения и заменил её на новую, поэтому процесс установки бомб не был записан на видео. Запись на новой кассете начинается с момента, когда сумки с бомбами уже размещены в столовой. Затем каждый из нападавших вернулся к своей машине. Парни собирались открыть огонь по людям, выбегающим из здания через главные входы после подрыва бомб. Возвращаясь к машине, Харрис встретил Брукса Брауна, с которым он недавно уладил ряд длительных разногласий. Браун удивился тому, что Харрис вышел из машины со спортивной сумкой, учитывая, что он пропустил утреннюю контрольную работу. Брукс упрекнул Харриса в том, что он пропустил важный тест, на что Эрик ему спокойно сказал: «Это уже не важно». А затем Харрис предупредил его: «Брукс, ты мне теперь нравишься. Уходи отсюда. Иди домой». Через несколько минут ученики, покидающие школу на время обеда, видели, как Брукс удалялся от здания школы по улице «South Pierce Street». В это время Харрис и Клиболд уже приготовили оружие и ждали взрывов.

### Начало стрельбы
Когда в запланированное время бомбы в столовой не взорвались, вооружённые Харрис и Клиболд снова объединились и вместе направились в сторону здания, после чего по ступеням поднялись к западному входу школы. По отношению к этому месту боковой вход в столовую находился ниже лестницы, западный вход — с левой стороны от нападавших, а спортплощадка — с правой.

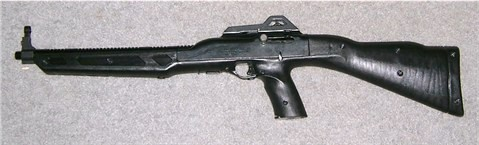
Харрис был вооружён самозарядным карабином Hi-Point 995 (на иллюстрации) и обрезом

Между 11:18 и 11:19 очевидец услышал, как Эрик Харрис закричал: «Давай! Начинай!». Нападавшие достали оружие, и Харрис из карабина начал стрелять в Рэйчел Скотт и Ричарда Кастальдо, обедавших сидя на траве слева у западного входа в школу. Скотт погибла мгновенно от четырёх выстрелов, а Кастальдо получил восемь тяжёлых ранений. До сих пор точно неизвестно, кто выстрелил первым и убил девушку. Позднее появилось множество версий по поводу причин нападения, включая якобы намеренный расстрел христиан нападавшими. По одной из таких версий, стрелявшие сначала спросили Рейчел о вере в Бога и убили её после положительного ответа. Впоследствии ФБР опровергло наличие такого разговора.
Харрис снял с себя плащ и снова приготовился открыть огонь из карабина по направлению лестницы на западе. В это время Дэниел Рорбоф со своими друзьями Лэнсом Кирклином и Шоном Грейвсом поднимались по ступеням. Увидев Эрика и Дилана с оружием в руках, все трое решили, что это какой-то розыгрыш, которые обычно любят устраивать старшеклассники, и поэтому они направились им навстречу. Харрис и Клиболд открыли по ним огонь, ранив всех троих. После этого нападавшие повернулись к югу от школы и начали обстреливать учеников, сидевших на траве возле лестницы напротив западного входа. Майкл Джонсон кинулся бежать, получил ранение, но продолжал бежать и скрылся. Обездвиженный Марк Тейлор упал на землю и притворился мёртвым. Троим другим учащимся удалось скрыться, не получив каких-либо ранений. Пока продолжалась стрельба, раненый Шон Грейвс встал и с трудом спустился по ступенькам, после чего снова упал у двери перед боковым входом в столовую. Клиболд начал движение в том же направлении. Проходя мимо Лэнса Кирклина, Дилан услышал, как тот простонал: «Помогите мне…», и, ответив: «Конечно, сейчас помогу…», выстрелил Кирклину в лицо, нанеся тяжёлое ранение. Пока раненый Дэниел Рорбоф пытался привстать у нижних ступеней лестницы, Дилан Клиболд подошёл к нему и с ближнего расстояния добил выстрелом в спину. Затем стрелявший перешагнул через лежащего Шона Грейвса и вошёл в столовую (предположительно чтобы узнать, почему заложенные бомбы не взорвались). Тем временем Харрис стал стрелять по ученикам, сидевшим недалеко от входа в столовую, и ранил пытавшуюся убежать Анну-Марию Хокхалтер. Через несколько секунд Клиболд вернулся к лестнице для встречи с Харрисом наверху.

Западный вход после происшествия

Затем нападавшие произвели несколько выстрелов в учеников, стоявших рядом с футбольным полем, но не попали ни в одного из них. Двигаясь к западному входу, Клиболд и Харрис также бросили бомбы, которые впоследствии не сработали.
Услышав странные звуки с улицы, учительница Патти Нильсон вместе с учеником Брайаном Андерсоном подошли ко входу. Нильсон подумала, что всё происходящее — розыгрыш или игра на камеру и хотела сказать, чтобы Харрис и Клиболд остановились. Когда Андерсон открыл первые входные двери, нападавшие, увидев его, выстрелили, но не попали. Андерсон и Нильсон были ранены осколками стекла и металла. Испугавшись, Патти быстро встала и побежала в библиотеку через коридор. Она предупредила об опасности находившихся там учеников, а также сказала им спрятаться под столами и соблюдать тишину. Затем она набрала телефон экстренной службы 911 и спряталась за столом библиотекаря. Брайан Андерсон тем временем оставался позади между внешними и внутренними дверьми входа.
Вскоре, примерно в 11:22, офицер полиции округа Джефферсон Нил Гарнер прибыл на место и произвел 4 выстрела в сторону Харриса и Клиболда, находившихся в 55 метрах от него, отвлекая их от раненого Андерсона. Брайан с усилием перебрался в библиотеку и забежал в открытую комнату отдыха для работников школы. Он оставался там до конца бойни. Харрис в ответ произвёл десять выстрелов в сторону полицейского, который вскоре по рации запросил экстренное подкрепление. Когда в карабине Харриса закончились патроны, он и Клиболд забежали в школу в 11:24. Затем нападавшие последовали к северному коридору, стреляя во всех, кого встречали на пути, и бросая бомбы. В процессе стрельбы Клиболд ранил в лодыжку ученицу Стефани Мансон. При этом она смогла выйти из школы и добраться до дома на другой стороне улицы. После этого Харрис и Клиболд несколько раз выстрелили по стёклам в дверях восточного входа. Пройдя по коридору ещё несколько раз, безуспешно обстреливая учеников, ни в кого не попав, они вернулись к западному входу и повернули в другую часть коридора, где находилась библиотека.
Минутами ранее сорокасемилетний учитель физкультуры Дэйв Сандерс и один из учеников — 17-летний Грег Барнс, предупредив, чтобы никто не выходил через стоянку, успели вывести людей из столовой и побежали на второй этаж. Выбежав из-за угла, они увидели на другом конце коридора Харриса и Клиболда. Оба тут же попытались убежать, но нападавшие открыли по ним огонь, ранив Дэйва, но упустив Барнса. Тренер упал рядом с лестницей в столовую, куда побежал Клиболд, который вскоре вернулся обратно к Харрису, при этом переступив через раненого. Когда он ушёл, другой учитель помог Дэйву добраться до комнаты, где позднее ему пытались оказать первую медицинскую помощь. Тем не менее его не успели эвакуировать, и он умер от потери крови по дороге в больницу примерно в 3 часа дня.

### Бойня в библиотеке
Пока стрельба продолжалась, Патти Нильсон вместе с другими детьми находилась в школьной библиотеке и разговаривала с диспетчером службы 911. Через четыре минуты и десять секунд после начала звонка в 11.29.25 Харрис и Клиболд вошли в библиотеку, перед этим бросив пару бомб в коридоре и выстрелив несколько раз по шкафчикам учеников.
Первым, с кем Харрис встретился взглядом, был Эван Тодд. Эрик тут же попытался выстрелить в него, но попал в стол, под которым прятался юноша. Затем на всю библиотеку он прокричал: «Всем встать!». Голос был таким громким, что его можно услышать на записи звонка Патти Нильсон в службу спасения. Затем Дилан прокричал: «Всем в белых кепках — встать! Это вам за всё дерьмо, которым вы нас кормили четыре года!». Также, по показаниям других детей, они слышали и другие выкрики вроде: «Всем спортсменам встать! Парни в белых кепках наши!». Когда никто не встал, Харрис сказал: «Отлично, я всё равно стреляю!», — затем вместе с Клиболдом они прошли к компьютерным столам, стоявшим рядом с окнами. Шестнадцатилетний Кайл Веласкес прятался под одним из них, увидев его, Клиболд, не раздумывая, убил его выстрелом из обреза. После перезарядки своего оружия Эрик сказал: «Давай прикончим местных копов!». Тогда они подошли к окнам и начали стрелять в офицеров полиции и выбегавших школьников. Затем Дилан снял с себя плащ, уронил его рядом со столом, зловеще улыбнулся и произвёл выстрелы в Патрика Айрленда, Дэниела Стиплетона и Макайа Холла. Харрис же схватил своё ружьё и подошёл к ближайшему компьютерному столу, под которым сидел четырнадцатилетний Стивен Курнов. Даже не посмотрев, кто там, Харрис застрелил мальчика и ранил Кейси Руджсеггер, сидевшую недалеко от Стивена, после чего сказал ей: «Хватит ныть!». Харрис направился южнее к другому столу, под которым пряталась Кесси Берналл. Он постучал по столу два раза, после чего опустился рядом с девушкой и произнёс «ку-ку» (англ. Peekaboo), а затем убил её выстрелом в голову. Позднее в новостях ошибочно передавали, что перед тем, как убить Кесси, Харрис спросил её, так же, как и Рейчел Скотт, верит ли она в Бога. Этот миф получил большую популярность. На самом деле этот разговор произошёл между Клиболдом и пострадавшей Валин Шнур. Эмили Вайант, которая была ближе всех к Кесси (она пряталась под тем же столом), подтвердила, что такого диалога между Кесси и Харрисом не было.
Бри Паскаль негде было спрятаться: она сидела абсолютно беззащитная к югу от стола, где убили Кесси. Харрис повернулся к девушке и начал целиться в неё, спрашивая «Ты хочешь умереть?» Бри ответила: «Нет, пожалуйста, не стреляй в меня, у меня есть семья и жених». Харрис рассмеялся, а затем сказал, обращаясь к сообщнику: «Дилан, эта штука разбила мне нос» (когда он выстрелил в Кесси Бернал, то из-за неудобной позы отдача ружья ударила его по носу), — и, согласно показаниям Бри, снова начал смеяться. Затем он сказал «Все умрут», — и добавил: «Мы всё равно взорвём школу». Пока Харрис разговаривал с Бри, Патрик Айрленд, несмотря на свои ранения, попытался подобраться к Макайю Холлу, чтобы оказать первую медицинскую помощь. Клиболд увидел это и выстрелил в него три раза. Слиплетон и Холл притворялись мёртвыми, чтобы не разделить судьбу друга. Затем Клиболд привлёк внимание Харриса, и тот, забыв о Бри, направился к столу, где прятались Мэттью Кетчер, Айсайа Шоэльс и Крэг Скотт (брат погибшей Рейчел Скотт). Харрис и Клиболд окружили стол с двух сторон и начали давать расистские комментарии по поводу цвета кожи Айсайи Шоэльса, после чего попытались вытащить его из-под стола. Когда это у них не получилось, Харрис выстрелил под стол, убив Айсайю. Клиболд последовал примеру напарника и выстрелил под стол со своей стороны, убив Мэтта Кетчера. После чего Харрис на всю библиотеку прокричал: «Кто хочет умереть следующим?!». Крэг Скотт избежал ранений, так как притворялся мёртвым, лёжа в крови своих друзей. Харрис кинул углекислую бомбу под стол, где лежали Холл, Слиплетон и Айрленд. Бомба упала на бедро Слиплетона, но, испугавшись, что в него снова будут стрелять, он боялся пошевелиться, чтобы убрать её. Холл быстро среагировал, схватил устройство и отбросил его от нападавших и стола. После взрыва бомбы Харрис подошёл к книжным полкам и прокричал: «Послушайте, этой школе конец!» — после чего выстрелил в полки с книгами из ружья три раза. В это время Клиболд пересёк комнату и у выхода из библиотеки со зловещим смехом выстрелил в выставочный стенд. Затем он направился южнее к двум столам, под которыми прятались Марк Кинтген и две девушки: Валин Шнур и Лиза Кройтц. Сначала Клиболд выстрелил юноше в плечо и голову, а затем повернулся к девушкам и ранил их одной и той же пулей. После этого он толкнул один из стульев ногой и выстрелил ещё восемь раз, девятым выстрелом убив Лорен Тоунсенд, сидевшую прямо за Шнур.
Харрис прошёл в западную часть библиотеки к столу, под которым прятались другие девушки, и назвал их «жалкими». Шнур, из-за выстрела оказавшаяся вне своего укрытия, несколько раз закричала: «О, Господи, помогите мне!» В это время Клиболд перезаряжал своё оружие и, услышав крики девушки, спросил её, верит ли она в Бога, на что Шнур сначала ответила «нет», но потом резко «да», стараясь дать «правильный» ответ. Клиболд спросил её: «Почему?» — и девушка сказала: потому, что это то, во что верит её семья. После разговора Шнур удалось вернуться обратно под стол, где она притворилась мёртвой.
Харрис направился к другому столу, где ранил Николь Ноулен и Джона Томлина. Томлин попытался выбраться из-под стола, но Клиболд снова выстрелил в него, на этот раз смертельно ранив. Затем Харрис вернулся к месту, где ранее убил Лорен Тоунсенд. Рядом с ним сидела Келли Флеминг, которая, так же, как и Бри, не могла спрятаться. Харрис выстрелил ей в спину, и она мгновенно умерла. Затем он снова открыл огонь по Тоунсенд (которая уже была мертва) и ранил Жанну Парк и Лизу Кройтц (уже во второй раз).
Примерно в 11:34 нападавшие двинулись к центру библиотеки, где перезарядили своё оружие. Внезапно Харрис заметил ученика, прячущегося под ближайшим столом. Нацелившись, он приказал ему назвать своё имя. Это был Джон Саведж, знакомый Клиболда. Он спросил Клиболда, что они делают, на что тот пожал плечами и ответил: «О, просто убиваем людей». Сэвидж спросил, собираются ли они убить его. Из-за фонового шума Клиболд переспросил: «Что?» Сэвидж снова спросил, собираются ли они его убить. Клиболд ответил, что нет, и велел ему бежать. Сэвидж сбежал через главный вход в библиотеку и через кафетерий.
После того, как Саведж ушёл, Харрис нацелился на ближайший стол и сделал с близкого расстояния смертельный для Дэниела Маузера выстрел. Затем оба нападавших направились в южном направлении к столу, под которым прятались Дженифер Дойл, Стефен «Остин» Юбэнкс и Кори ДеПутер, и открыли по ним огонь. В результате ДеПутер погиб, получив четыре ранения, а Дойл и Юбэнкс были ранены. После этого некоторые жертвы слышали, как Харрис сказал Клиболду, что у него кончаются патроны, на что Клиболд предложил: «А может, лучше ножами? Так даже интереснее».

Библиотека после бойни

Юноши направились к столу администратора, по пути бросив коктейль Молотова в юго-западную часть библиотеки. Смесь не взорвалась, так как бутылка не разбилась. Харрис подошёл к столу с восточной части, а Клиболд — с западной. Последний увидел Эвана Тодда, который с начала расстрела успел перепрятаться в другое место. Нападавшие высмеяли юношу, после чего Клиболд сказал: «Назови мне хотя бы одну причину, по которой я не должен тебя убивать». Тодд ответил: «Мне не нужны проблемы». Харрис и Клиболд продолжили высмеивать ученика и решать, убить его или нет. В конце концов, Эрик предложил: «Ну что, пошли в комнату отдыха?». В этот момент у Харриса шло очень сильное кровотечение из носа, и, возможно, из-за этого юноши решили покинуть библиотеку. Перед уходом взбешённый Клиболд ответил Харрису: «У меня ещё одно дело есть», после чего трижды выстрелил в запертую дверь комнаты для персонала, а затем схватил стул и ударил им по столу с компьютером, опрокинув монитор на пол, прямо над местом, где пряталась Патти Нильсон.
Харрис и Клиболд покинули библиотеку в 11:36.15. На этот момент 12 школьников были убиты, один учитель истекал кровью (позднее он скончался); 23 человека были ранены, некоторые находились в тяжёлом состоянии.
После ухода нападавших из библиотеки большинство пострадавших и свидетелей, остававшихся в ней, самостоятельно покинуло здание через северную дверь. Лиза Кройтц и Патрик Айрленд, находившиеся в бессознательном и критическом состоянии, оставались в комнате. Патти Нильсон, Брайан Андерсон и ещё три человека заперлись в комнате для персонала и не выходили из неё до самой эвакуации.

### Самоубийство стрелявших
Покинув библиотеку, юноши направились в зону с кабинетами. Они заглядывали во многие кабинеты через стёкла и встречались глазами с укрывшимися в них учениками, но ворваться внутрь не пытались. По словам свидетелей, поведение Харриса и Клиболда казалось бесцельным. Перед тем, как покинуть верхний этаж школы, Дилан пнул ногой рюкзак, оставленный каким-то учащимся, после чего они также кинули бомбу в чулан и произвели несколько выстрелов в дверь пустого кабинета в конце коридора.
В 11:44.30 Харрис и Клиболд спустились в столовую, где все их последующие действия были записаны камерами наблюдения. Харрис остановился на лестнице, опустился на одно колено и сделал восемь выстрелов в ранее заложенную сумку с бомбой. После нескольких неудачных попыток Клиболд подошёл к бомбе и попытался привести её в действие вручную, но вновь ничего не вышло. Ученики, прятавшиеся в столовой, слышали, как один из нападавших говорил: «Сегодня миру придёт конец. Сегодня мы умрём».
Нападавшие отпили воды из стаканов, оставленных учениками, после чего Клиболд поджёг коктейль Молотова и бросил его к одной из бомб. Смесь взорвалась в 11:46.10, почти одновременно с тем, как юноши покинули столовую в 11:46.12. Взрыв бутылки спровоцировал частичную детонацию газа из повреждённого выстрелами баллона с пропаном, в результате чего выбило стёкла в нескольких окнах и произошло возгорание пола, а также было приведено в действие пять пожарных разбрызгивателей.
Вернувшись на верхний этаж, Харрис и Клиболд стали бродить по северному и южному коридорам, бесцельно стреляя во всё, что можно. Позже один из учеников, находившийся в классе, вспоминал, что нападавшие призывали всех выйти из классов, выкрикивая: «Мы знаем, что вы здесь, выходите!». В 11:55.16 они вернулись в столовую и зашли на кухню, но долго там не оставались. На видеозаписи камеры наблюдения видно, что ровно в полдень они вернулись к лестнице на второй этаж.
12:02 — 12:08. Парамедики пожарной охраны Литтлтона вытаскивали школьников, лежавших снаружи у школы, недалеко от дверей столовой. Харрис и Клиболд стали стрелять по парамедикам из окон библиотеки, которая находилась этажом выше столовой. Прикрывая парамедиков, помощники шерифа и полицейские открыли ответный огонь. Харрис и Клиболд стреляли до 12:05. После этого не было слышно ни одного выстрела, про который можно было бы утверждать, что его произвели именно они. Из-за стрельбы, прикрывавшей эвакуацию, свидетели не смогли точно определить, когда Харрис и Клиболд совершили самоубийство. Тем не менее, следователи считают, что это произошло вскоре после того, как они стреляли из окон по парамедикам. Косвенной уликой стало срабатывание датчика дыма в библиотеке в 12:08, зафиксированное на пульте пожарной охраны. Этот датчик был расположен над местом, где позднее нашли тела подозреваемых. Следствие полагает, что датчик сработал от небольшого возгорания, вызванного бутылкой с зажигательной смесью. Один из стрелков зажёг бутылку с зажигательной смесью и поставил её на стол. По вещественным уликам следствие установило, что от нагрева стекло бутылки лопнуло, смесь растеклась по столу и загорелась. Тщательное расследование, произведённое инспектором по поджогам, установило: улики указывают на то, что возгорание на столе началось уже после смерти подозреваемых. Вскрытие их тел показало, что они стреляли в себя.
Каждый из стрелков умер от огнестрельной раны головы: Харрис выстрелил себе в нёбо из помпового ружья и умер мгновенно (выстрел разрушил почти все его лицевые кости), Клиболд выстрелил себе в левый висок из своего пистолета и, по расчётам экспертов, потерял сознание, но ещё около минуты оставался жив и умер, когда его лёгкие заполнились кровью. При обыске тела Харриса полиция обнаружила 5 неиспользованных патронов 12 калибра для помпового ружья и 34 9-мм патрона для карабина, из них 4 в магазине, вставленном в карабин, и 30 в трёх неиспользованных обоймах в сумке. При Клиболде было обнаружено 14 неиспользованных патронов 12 калибра для обреза и 57 неиспользованных 9 мм патронов для самозарядного пистолета.

### Сбор сил SWAT, обыски школы, окончание эвакуации; разминирование
В 11:33 командир спецназа SWAT округа Джефферсон лейтенант Терри Мэнверинг (Manwaring), пока ехал к школе, приказал вызвать SWAT округа Джефферсон и командный состав офиса шерифа. В 11:35 диспетчер сообщил, что несколько команд SWAT выехали. В 11:36 Терри Мэнверинг встал на углу улиц Пирс и Лиивуд и проинформировал диспетчерскую, что на этом месте будет командный пункт и место сбора SWAT. В 11:49 сержант Эстер доложил, что SWAT Денвера прибыл к восточной стороне школы.
В 11:51 диспетчерская службы 911 оборвала звонок Патти Нильсон (Patti Nielson) из школьной библиотеки, так как на линии больше ничего не было слышно. В 11:52 заместитель шерифа Джон Да́невей (Dunaway) прибыл на командный пункт и разрешил SWAT немедленно входить в школу. В 11:55 — диспетчерская передала на командный пункт описание одного из подозреваемых: «Эрик Харрис, 5 футов 10 дюймов [имеется в виду рост 174 см], худощавого телосложения, бритые светлые волосы, чёрные брюки и белая футболка, голубой спортивный рюкзак. Приехал в школу на синей двухдверной машине». Так же диспетчерская передала описание второго подозреваемого: «Дилан Клиболд, 6′ 3″ (191 см, рост), среднего телосложения, блонд, боб с пробором, светлые брюки, чёрная футболка и чёрное длинное пальто (без рюкзака)».
Была спешно составлена первая группа спецназа SWAT. Многие бойцы этих групп впервые видели друг друга, не говоря уже о совместных тренировках. У командира SWAT был наскоро набросанный план школы и противоречивая информация. Около полудня SWAT в количестве 12 человек стали приближаться к школе, используя в качестве прикрытия ярко-зелёную пожарную машину, прибывшую из соседнего городка Литтлтона. За руль машины сел помощник шерифа Дель Клайншмидт, который отдал свой тактический бронежилет одному из бойцов SWAT, а сам вёл машину в обычном бронежилете. Полицейские заметили человека на крыше, которого посчитали снайпером (от снайпера, располагавшегося на крыше, спецназовцев пожарная машина никак бы не закрывала), но он оказался специалистом по ремонту кондиционеров, которого стрельба застала за работой.
Эта группа SWAT разделилась на две. Обе подгруппы вошли в здание, передвигаясь от класса к классу в поисках нападавших.
Вторая группа SWAT прибыла к командному пункту в 12:30, начала выдвигаться к западной части школы, прикрываясь ковшом фронтального карьерного погрузчика. Они разбили окно и вошли в здание в 13:09 с западной стороны, в месте, противоположном тому, где входила первая команда SWAT.
Из-за того, что звуков выстрелов уже не было слышно, командам SWAT пришлось обыскивать каждое помещение, многие из которых были по щиколотку заполнены водой, вылившейся из пожарного водопровода благодаря сработавшей автоматической системе пожаротушения, которая потушила пожар, начавшийся от одной из бомб. В здании были дым и испарения. Очень громкий звук пожарной сигнализации сильно заглушал все остальные звуки. У групп SWAT хорошо работала зашифрованная связь внутри здания, они постоянно передавали своё местоположение, минимизируя риск открыть огонь по своим, но связь с командованием, находившимся снаружи здания, работала плохо.
На бойцах SWAT была чёрная тактическая униформа. Все двери были заперты, их приходилось открывать силой, выбивая дверные замки выстрелами из дробовиков. Во многих помещениях SWAT находили прятавшихся напуганных учеников и преподавателей, многие из которых не признавали в них полицию и долго отказывались подчиняться. Двух школьников нашли в холодильнике на кухне, сильно замёрзших, они уже почти не могли двигать руками.
Не зная, где находятся преступники, SWAT каждое помещение расценивал как потенциальное помещение с преступниками и заложниками. Всех людей обыскивали на предмет оружия. Было опасение, что преступники могут сменить одежду, слиться с остальными и выйти за оцепление.
Всех людей эвакуировали и отправляли на допрос, прежде чем доставить в здание начальной школы «Ливуд» на встречу с семьями. К трём часам дня, в самую последнюю очередь, спецназ добрался до библиотеки.
К 14:38 Патрик Айрленд несколько раз приходил в сознание. В последний раз он, отталкиваясь ногой, подполз к разбитому окну и вылез из него наружу. В этом месте внизу было бетонное покрытие, на которое он упал бы, если бы не бойцы спецназа, вовремя увидевшие его в окне — они подогнали под окно бронемашину, двое из них встали на её крышу и поймали падавшего Патрика. Телеоператоры снимали всё это на видео, передавая в прямом эфире, благодаря чему Айрленд стал известен как «мальчик из окна». Почти через час после этого, в 15:22, полиция достигла библиотеки и эвакуировала всех остававшихся там людей.
В 16:00 шериф округа Джефферсон сделал заявление: «Мы знаем, что в результате сегодняшней стрельбы пострадали от пяти до восьми человек снаружи, кто пострадал внутри, пока неизвестно, но мы обнаружили тела предполагаемых стрелков в библиотеке… Я могу сказать, что, по предварительной информации, пострадали 25—40 человек».
В 16:04 была перекрыта подача воды в здание школы для пожарных разбрызгивателей и была выключена звуковая пожарная сигнализация. Визуальная пожарная сигнализация продолжала вспыхивать ещё какое-то время.
Перед тем, как допустить группу судебно-медицинской экспертизы в здание школы, трупы нападавших обыскали на наличие взрывных устройств, поэтому доподлинно неизвестно, в каком положении находились их тела в момент обнаружения. К 16:30 официально объявили, что школа находится в безопасности. Тела погибших не выносили из здания до тех пор, пока не завершился полный обыск школы.
Для команд SWAT непривычно затрачивать на обыск здания несколько часов. Учитывая усталость первых команд SWAT, большой размер здания, множество сообщений о третьем нападавшем (или даже ещё большем количестве нападавших), командование опасалось, что первые команды могли просмотреть сообщника или жертву нападения, и посчитало, что требуется повторный обыск. Делать его вызвалось до 80 свежих добровольцев из SWAT. К концу обыска их сопровождали сапёры. Было обыскано и пространство под подвесными потолками. Последний обыск здания закончился около 23:50.
Атака в общей сложности продолжалась около 50 минут. Всего было убито пятнадцать человек: двенадцать учеников, один учитель и нападавшие; всего ранено — двадцать три. Двум заложникам нападавшие разрешили уйти.

## Последующие события
21 апреля в 10:00 командир спецназа заявил, что обыск школы ещё не завершён и поэтому ни одно тело нельзя выносить из здания. На тот момент в нём оставалось 15 тел (считая трупы нападавших). В 12:00 спецназ завершил обыск школы и тела начали выносить из здания. В 14:30 все тела были вынесены из школы и отправлены в морг на вскрытие. Родственники погибших были уведомлены о смерти своих близких. В 17:00 официально была подтверждена информация о 15 убитых и 27 раненых. Позже выяснилось, что количество раненых меньше — 23.
Сапёры сначала сконцентрировались на очистке библиотеки от взрывных устройств, чтобы обеспечить вынос тел погибших. Когда стало известно, что в машинах преступников находятся бомбы с часовыми механизмами, внимание переключилось на их разминирование.
Проверка здания школы площадью 250 000 квадратных футов (около 25 000 м²) на взрывные устройства заняла около недели. На взрывчатку были проверены около 2 000 шкафчиков и почти 1 000 брошенных рюкзаков учащихся. Только после этого допущенному персоналу было разрешено свободно перемещаться в здании.
Ремонт здания школы обошёлся примерно в 15 млн долларов. Новую библиотеку построили на холме.
В ноябре 2016 года Сью Клиболд, мать Дилана Клиболда, выступила на конференции TEDMED, где рассказала о сыне.

## Список погибших и раненых
| Имя                    | Возраст                | Ранения                                                                                         | Статус                 |
| Снаружи и внутри школы | Снаружи и внутри школы | Снаружи и внутри школы                                                                          | Снаружи и внутри школы |
| ---------------------- | ---------------------- | ----------------------------------------------------------------------------------------------- | ---------------------- |
| Рэйчел Скотт           | 17 лет                 | в голову, торс и ногу                                                                           | Погибла                |
| Ричард Кастальдо       | 17 лет                 | в руку, грудную клетку, спину и брюшную полость                                                 | Выжил                  |
| Дэниел Рорбоф          | 15 лет                 | в грудную клетку                                                                                | Погиб                  |
| Шон Грейвс             | 15 лет                 | в спину, ногу и грудную клетку                                                                  | Выжил                  |
| Лэнс Кирклин           | 16 лет                 | в ногу, шею и челюсть                                                                           | Выжил                  |
| Майкл Джонсон          | 15 лет                 | в лицо, руку и ногу                                                                             | Выжил                  |
| Марк Тейлор            | 16 лет                 | в грудную клетку, руку и ногу                                                                   | Выжил                  |
| Анна-Мария Хокхальтер  | 17 лет                 | в грудную клетку, руку, брюшную полость, спину и левую ногу                                     | Выжила                 |
| Николас «Ник» Фосс     | 18 лет                 | в голову (жизненно важные органы не задеты), а также небольшие травмы при падении из вентиляции | Выжил                  |
| Брайан Андерсон        | 16 лет                 | ранен осколками стекла                                                                          | Выжил                  |
| Патти Нильсон          | 35 лет                 | ранена осколками стекла                                                                         | Выжила                 |
| Стефани Мансон         | 17 лет                 | в лодыжку                                                                                       | Выжила                 |
| Дэйв Сандерс           | 47 лет                 | в шею (касательно), оба плеча и спину; умер от потери крови                                     | Погиб                  |
| В библиотеке           |                        |                                                                                                 |                        |
| Эван Тодд              | 15 лет                 | лёгкие телесные повреждения частями развалившегося стола                                        | Выжил                  |
| Кайл Веласкес          | 16 лет                 | в голову и спину                                                                                | Погиб                  |
| Патрик Айрленд         | 17 лет                 | в плечо, голову и ногу                                                                          | Выжил                  |
| Дэниел Стиплетон       | 17 лет                 | в бедро                                                                                         | Выжил                  |
| Макай Холл             | 18 лет                 | в колено                                                                                        | Выжил                  |
| Стивен Курнов          | 14 лет                 | в шею                                                                                           | Погиб                  |
| Кейси Руджсеггер       | 17 лет                 | в голову, руку и плечо                                                                          | Выжила                 |
| Кесси Берналл          | 17 лет                 | в голову                                                                                        | Погибла                |
| Айсайа Шоэльс          | 18 лет                 | в грудную клетку                                                                                | Погиб                  |
| Мэттью Кетчер          | 16 лет                 | в грудную клетку                                                                                | Погиб                  |
| Лиза Кройтц            | 18 лет                 | в плечо, руки и бедро                                                                           | Выжила                 |
| Валин Шнур             | 18 лет                 | в грудную клетку, руки и брюшную полость                                                        | Выжила                 |
| Марк Кинтген           | 17 лет                 | в голову и плечо                                                                                | Выжил                  |
| Лорен Тоунсенд         | 18 лет                 | в голову, грудную клетку и нижнюю часть тела                                                    | Погибла                |
| Николь Ноулен          | 16 лет                 | в брюшную полость                                                                               | Выжила                 |
| Джон Томлин            | 16 лет                 | в голову и шею                                                                                  | Погиб                  |
| Келли Флеминг          | 16 лет                 | в спину                                                                                         | Погибла                |
| Жанна Парк             | 18 лет                 | в колено, плечо, ногу                                                                           | Выжила                 |
| Дэниел Маузер          | 15 лет                 | в лицо                                                                                          | Погиб                  |
| Дженифер Дойл          | 17 лет                 | в руку, ногу и плечо                                                                            | Выжила                 |
| Остин Юбэнкс           | 17 лет                 | в голову и колено                                                                               | Выжил                  |
| Кори ДеПутер           | 17 лет                 | в голову и колено                                                                               | Погиб                  |
| Адам Килер             | 16 лет                 | ушибы стулом по рёбрам                                                                          | Выжил                  |
| Нападавшие             |                        |                                                                                                 |                        |
| Эрик Харрис            | 18 лет                 | в рот, голову (самоубийство)                                                                    | Погиб                  |
| Дилан Клиболд          | 17 лет                 | в висок, голову (самоубийство)                                                                  | Погиб                  |

### Косвенные жертвы
У многих как прямых, так и косвенных свидетелей и пострадавших в результате массового убийства развилось посттравматическое стрессовое расстройство. Мать раненной Харрисом ученицы — Анны-Марии Хокхальтер покончила жизнь самоубийством через шесть месяцев после стрельбы. Сама Анна-Мария умерла 16 февраля 2025 года в возрасте 43 лет от последствий травм, полученных во время стрельбы. 17-летний ученик Грег Барнс, ставший свидетелем ранения Дейва Сандерса, также совершил суицид спустя год после событий. Ричард Кастальдо, получивший в результате стрельбы восемь тяжелых ранений, остался парализованным на всю жизнь. В 2020 году он некоторое время фактически являлся бездомным.
У нескольких бывших учеников школы на фоне стресса вызванного расстрелом в дальнейшем развились алкогольная или наркотическая зависимость. Самым известным из них стал пострадавший в результате стрельбы — Остин Юбенкс, потерявший в результате действий Харриса и Клиболда лучшего друга — Кори ДеПутера. На фоне посттравматического расстройства он приобрел наркотическую зависимость, которую однако смог преодолеть и воздерживаться от употребления веществ изменяющих сознание на протяжении восьми лет, став мотивационным спикером. Тем не менее он скончался в результате передозировки героином в 2019 году.

## Расследование
Ещё не окончились события в школе, а следователи уже приступили к работе. К полудню большинство следователей округа Джефферсон были у школы. Прямо на месте сбора эвакуированных из школы вёлся опрос свидетелей.
Как только были выявлены имена подозреваемых, к их домам для предотвращения возможного уничтожения вещественных доказательств были направлены полицейские. Одновременно был запрошен ордер на обыск жилищ подозреваемых. Полиция обошла оба дома и в обоих обнаружила взрывные устройства. Жителей эвакуировали, а в дома были немедленно направлены сапёры. После получения ордера на обыск оба дома были обысканы. Обыски начались ещё до того, как в школе были обнаружены трупы убийц.
Основной целью расследования были ответы на следующие вопросы:
- Что именно произошло в школе?
- Участвовал ли в стрельбе кто-то ещё?
- Помогал ли кто-то планировать нападение?
- Знал ли кто-то о готовящемся нападении?

Другими целями расследования были:
- опрос каждого школьника, учителя и технического работника школы[91] и определение, где каждый из них был во время нападения и чему был свидетелем;
- сбор данных о нападавших;
- сбор данных о неформальной группировке «Тренчкоут мафия», существовавшей в этой школе, — убийц подозревали в принадлежности к ней.

С самого начала расследования было очевидно, что ни одно правоохранительное агентство не в состоянии в одиночку эффективно отработать необходимый объём допросов, зацепок и вещественных доказательств. Была создана рабочая группа, состоявшая из примерно 80 человек из 12 правоохранительных агентств. Внутри группы были сформированы 7 подгрупп, каждая занимавшаяся своим кругом вопросов. После проведения начальных 500 опросов следствие отработало 3 900 «зацепок». К окончанию расследования была скомпилирована последовательность событий с указанием их времени. Расследование было закончено в январе 2000 года, но на случай появления дополнительных подробностей дело не было закрыто.

## Освещение
Во время пика интереса СМИ на месте нападения были от 400 до 500 репортёров. Не менее 20 съёмочных групп телевидения прибыли из других стран. Наибольшими ресурсами и наилучшими контактами располагала газета «The Denver Post». Для освещения события она направила 54 репортёра, восемь фотографов и пять художников. 
Первые репортёры прибыли к школе не намного позже первых помощников шерифа и раньше, чем большинство командующих операцией. В 12:00 местные телеканалы начали непрерывное освещение перестрелки, как минимум один вертолёт службы новостей прилетел к школе ещё до этого. В 12:05 началась прямая телетрансляция съёмок с вертолёта.
В 13:30 помощник шерифа, работник пресс-службы Стив Дэвис, работавший в пресс-службе первый год, выдал информацию в СМИ на первой пресс-конференции. После этого он проводил пресс-конференции каждые 1—2 часа в близлежащем Клемент-парке, где возник городок СМИ. За первые два дня Стив Дэвис дал 134 интервью перед камерами, не считая ежечасных пресс-конференций. Не меньшим был интерес СМИ к шерифу Джону П. Стоуну и другим официальным лицам из правоохранительных органов. После нескольких двадцатичасовых рабочих дней Стиву Дэвису стал помогать сержант Джим Парр, его предшественник по должности. Дэвис начинал работать в 4 утра, в полдень к нему присоединялся Джим Парр.
В то время, как Дэвис с помощниками утоляли информационный голод репортёров на месте событий, другие представители прессы звонили в диспетчерскую службы спасения 911. Эти звонки начались через считанные минуты после первых звонков о взрывах и стрельбе в районе школы. Уже к 11:33 позвонили местные службы новостей, а к 11:42 позвонила первая общенациональная служба новостей. Вскоре над школой зависли вертолёты телекомпаний, а известные ведущие, включая Ларри Кинга и Джея Лено, звонили в диспетчерскую с просьбами об интервью с шерифом Стоуном и агентами силовых подразделений, участвовавшими в операции.
Диспетчерам службы 911 понадобились помощники, которые могли бы взять на себя коммуникации со СМИ. К полудню в диспетчерскую прибыла К. Анн Грайдер (K. Ann Grider) из пресс-службы округа вместе с администратором округа Роном Холлидеем и координатором управления чрезвычайными ситуациями (Emergency Management Coordinator) Джуди Ператт. Эта тройка взяла на себя функции связей с общественностью, освободив диспетчеров от этой нагрузки.
Незадолго до полуночи в диспетчерской состоялось совещание всех заинтересованных сторон (в частности, округа, офиса шерифа и т. д.) о координации связей с прессой. Все заинтересованные стороны согласились, что желательно, чтобы их представители работали в одном здании. Использование помещения диспетчерской для этих нужд было бесперспективным из-за недостатка места.
Для использования как центр кризисных коммуникаций была выбрана близлежащая публичная библиотека «Колумбайн», находившаяся на противоположной от школы стороне Клемент-парка. Библиотека могла вместить персонал по связям с прессой и журналистов. После выбора здания Холлидей позвонил директору библиотеки Уильяму Кнотту (William Knott) и спросил его разрешения на использование библиотеки в качестве пресс-центра. Кнотт полностью поддержал идею и выделил работников в помощь. В 1:30 ночи в библиотеку прибыл персонал шерифа, библиотеки и округа. Они установили факсы, телевизоры, установили телефонный пул и подключение к Интернету. К 6 утра пресс-центр был полностью функционирующим и начал принимать звонки. В течение следующих двух с половиной недель тысячи репортёров обращались в него за помощью.
Для обеспечения связи прессы прибыло от 75 до 90 грузовиков с тарелками спутниковой связи. Эти грузовики разместились в близлежащем Клемент-парке. Оттуда можно было вести репортажи со школой на втором плане. Дурную шутку для имиджа SWAT сыграла близость их точки сбора к парку, набитому телевизионщиками. Всего к месту массового убийства было стянуто более 1000 полицейских и пожарных. Многие прибыли по своей инициативе, и направились к командному автобусу, находившемуся рядом со скоплением СМИ. В школе уже действовало достаточное количество полицейских — прибывших к школе позже попросили подождать. Репортажи со слоняющимися без дела полицейскими SWAT вышли в телеэфир в новостях о стрельбе, выставив SWAT в неприглядном свете, в то время, как их коллеги в сложных условиях обыскивали здание школы.
На следующие сутки после трагедии погода испортилась. Пошли дожди, количество осадков в следующие три недели было рекордным после 1900 года. Дождь перемежался снегом. Многие группы репортёров были не готовы к снегу в апреле. В парке установили палатки и тент, под которым проводились пресс-конференции. Управление парка помогло с подключением к коммуникациям, уборкой снега и мусора, туалетами.
Массовое убийство получило большой резонанс в США и вызвало бурные споры о необходимости ужесточения контроля над огнестрельным оружием в стране. После стрельбы в результате обыска салона автомобиля BMW 320i 1982 года, принадлежавшего Клиболду (позднее его выставили на аукцион), и домов подозреваемых были обнаружены дневники юных убийц (в 2006 году было получено разрешение на их публикацию) и фильм, который Эрик и Дилан сняли про себя (для того, чтобы не вызвать попыток подражания, его засекретили, однако в фильме «Zero Hour. Massacre at Columbine high» показаны небольшие его отрывки).

## Смена тактики и подготовки, усиление вооружения и оборудования
Помощники шерифа, прибывшие первыми к месту инцидента, действовали по классической схеме, применявшейся тогда при захвате заложников: она предполагала, что следует установить кордон вокруг места инцидента, вести переговоры, тянуть время и ждать прибытия спецкоманд SWAT. Однако в условиях, когда нападавшие стремились убить больше людей в начале нападения, а не взять их в заложники, такая тактика лишь развязывала убийцам руки. Помощники шерифа и прибывшие затем подкрепления лишь окружили здание школы, но не входили внутрь. В это время нападавшие расстреливали безоружных без помех со стороны правоохранителей. Стрельба уже затихла к тому времени, когда первые бойцы SWAT вошли в здание.
После бойни в школе «Колумбайн» многие агентства переориентировались на применение в таких ситуациях тактики «быстрый вход» (rapid deployment). При этой тактике любые полицейские на месте события, даже не имеющие специальной подготовки, в ситуации вооружённого нападения на незащищённых людей немедленно двигаются в направлении выстрелов или места, откуда были слышны последние выстрелы. Оптимальным является передвижение четвёркой, но по тактике «быстрый вход» действует даже одиночный полицейский, если ему некому больше помочь.
Вместе с тем тактика «быстрый вход» не является жёсткой схемой. Обычному сотруднику правоохранительных органов нет смысла идти в лобовую атаку на забаррикадировавшегося преступника, если тот в данный момент не угрожает потенциальным жертвам. Также нет смысла лезть в ловушку. Находящимся на месте ситуации сотрудникам правоохранительным органов следует оценить обстановку и действовать с учётом этого.
Тактика «быстрый вход» не была новой. Тренировки по этой тактике были доступны как минимум с середины 1990-х годов.
Готовы были действовать по ней и члены SWAT, вошедшие в школу «Колумбайн». Однако они не слышали выстрелов (звуки вообще очень сильно заглушались очень громкой пожарной сигнализацией, сработавшей в здании) и исходили из сценария захвата заложников.
После стрельбы в школе «Колумбайн» несчётное количество агентств полиции переключилось на тактику «быстрый вход». Полицейских стали тренировать этой тактике, каждого полицейского вооружили полуавтоматическим вариантом винтовки M-16, каждый полицейский получил тактические бронежилет и шлем (тактический бронежилет даёт лучшую защиту, чем обычный, который полицейские носят на улицах).

## Поиски виновных
Различные общественные организации пытались обвинить всё, что окружало участников массового убийства. Наиболее известные «виновники»:
1. Психотропный препарат — антидепрессант. Вскоре после инцидента стало известно, что один из убийц, Эрик Харрис, постоянно принимал антидепрессант флувоксамин (лювокс). В ходе посмертного анализа, взятого у Эрика Харриса, в его крови было обнаружено содержание лювокса на терапевтическом уровне[11]. Ранее Харрис также принимал другой прописанный ему врачом антидепрессант — сертралин (золофт). В ходе судебного разбирательства психиатр Питер Бреггин, выступавший в качестве медицинского эксперта, утверждал, что один или оба этих препарата могли вызвать действия, совершённые Харрисом, и что побочные эффекты от этих препаратов включают повышенную агрессивность, отсутствие чувства раскаяния и сожаления, деперсонализацию и маниакальные состояния[12]. Бреггин заявил: «…Эрик Харрис страдал от аффективного расстройства, вызванного приёмом психотропного препарата (конкретно — лювокса), с депрессивными и маниакальными проявлениями, которые достигли психотического уровня с агрессией и суицидальными действиями. Если бы Эрик Харрис не принимал постоянно лювокс, он, вероятно, не совершил бы насильственное преступление и самоубийство»[94].
2. Готическая субкультура. В течение следующих после массового убийства нескольких недель СМИ изображали Харриса и Клиболда как часть готического культа. Впоследствии проявилось повышенное подозрение к субкультуре готов[95]. Эрик и Дилан изначально считались членами «Тренчкоут мафии», неформального клуба в школе «Колумбайн». Позднее, подобные характеристики стали считаться некорректными[96].
3. Школьная травля. Спустя несколько лет СМИ освещали вопрос влияния оскорбительного поведения по отношению к Эрику Харрису и Дилану Клиболду со стороны одноклассников в школе на их психическое и эмоциональное состояние. До сих пор остаётся вероятным, что именно это в достаточной мере спровоцировало нападение. Из комментариев выживших и интервью матерей можно предположить, что именно школьная травля привела к маниакальным состояниям будущих стрелков.

## Иски против государственных учреждений и семей нападавших
После происшествия многие выжившие и родственники погибших жертв подали иски. По действовавшим в то время законам штата Колорадо максимальной суммой возмещения, которую могла получить семья в иске против госучреждения, являлась 600 000 долларов США. Большинство исков против отделения полиции округа Джефферсон и школьного района было отклонено федеральным судом на основании государственного иммунитета. Однако иск против офиса шерифа по поводу смерти учителя Дэйва Сандерса не был отклонён из-за того, что полиция ограничила доступ парамедиков к раненому учителю даже после того, как они узнали, что Харрис и Клиболд мертвы. Иск по этому поводу был удовлетворён в суде в августе 2002 года с выплатой в размере 1 500 000 долларов США.
В апреле 2001 года семьи более чем 30 жертв получили компенсацию в размере 2 538 000 долларов США в их иске против семей Эрика Харриса, Дилана Клиболда, Марка Манеса и Филиппа Дюрана. По условиям возмещения Харрисы и Клиболды выплатили 1 568 000 долларов США через их домовладельцев, а также отложили 32 000 долларов США на покрытие последующих исков. Манесы выплатили 720 000 долларов США и отложили ещё 80 000 на покрытие последующих исков. Дюраны выплатили 250 000 долларов США и отложили 50 000 на покрытие последующих исков. Семья Исайи Шелс, единственной афроамериканской жертвы, не приняли выплату, но в июне 2003 года получили распоряжение судьи на получение 366 000 долларов США в качестве компенсации по их иску в размере 250 миллионов долларов США против семей убийц. В августе 2003 года семьи Даниэля Рорбоу, Келли Флеминг, Мэтта Кехтера, Лорен Таунсенд и Кайла Веласкеса подали иск о материальном возмещении со стороны семей Харрисов и Клиболдов, утверждая, что родители должны были знать о планах своих детей. Результаты этого иска не были опубликованы.

## Долгосрочные последствия

### Контроль оружия
Массовое убийство привело к призывам ужесточения контроля над огнестрельным оружием в стране. В 2000 году в федеральное и государственное законодательство был внесён закон, который делал обязательным наличие предохранительного замка на оружии и запрещал импорт высоковместительных магазинов. Несмотря на то, что законы были приняты, что сделало преступлением продажу огнестрельного оружия преступникам и несовершеннолетним, имелись значительные разногласия по поводу законодательства, касающегося фоновых проверок на выставках оружия. Также было беспокойство в оружейном лобби об ограничениях прав, введённых Второй поправкой к Конституции США. В 2001 году «K-Mart», который продал боеприпасы стрелкам, заявил, что больше не будет продавать пистолетные патроны. Это действие было поощрено в документальном фильме 2002 года «Боулинг для Колумбины» режиссёра Майкла Мура.

### Памятники

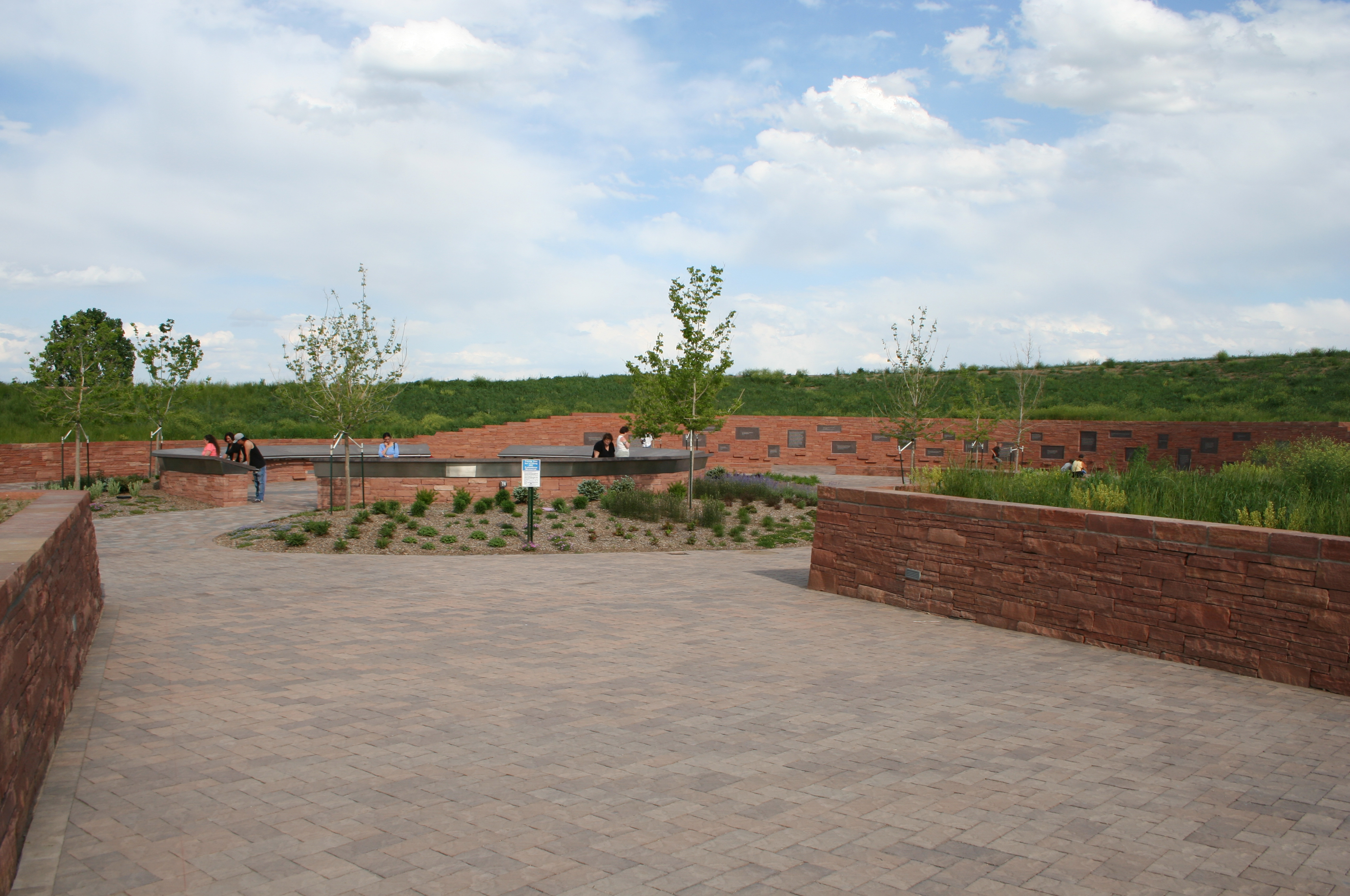
Мемориал

В 2000 году адвокат Мелисса Хельмбрехт организовала памятное мероприятие в Денвере с участием двух выживших учеников, названное «Днём Надежды».
Постоянный мемориал «в честь и память жертвам стрельбы 20 апреля 1999 года в школе „Колумбайн“» был установлен 21 сентября 2007 года в парке Климент, на смежном со школой лугу, где ранее находились импровизированные памятники, установленные вскоре после стрельбы. Фонд мемориала собрал 1,5 миллиона долларов США при помощи пожертвований за восемь лет планирования строительства.

### Фэндом
С приходом онлайн-СМИ образовался фэндом Харриса и Клиболда в социальных сетях, таких как Tumblr. Фанаты называют себя «Колумбайнеры». Их сообщество получило широкое внимание СМИ в феврале 2015 года после того, как три участника этой группы планировали совершить массовое убийство в торговом центре «Галифакс» в День святого Валентина. Статья, опубликованная в 2015 году в «Журнале трансформационных работ», научном журнале, посвящённом социологии фэндомов, заметила, что «Колумбайнеры» не были принципиально отличны от более крупных фэндомов. «Колумбайнеры» создают фан-арт и пишут фанфики, а также имеют научный интерес в трагедии школы «Колумбайн».
2 февраля 2022 года данное сообщество было признано террористическим и запрещено на территории России по решению Верховного суда РФ.

### Влияние на последующие случаи стрельбы в школах
Инцидент в школе «Колумбайн» повлиял на последующие случаи стрельбы в школах.

В 2009 году социолог Ральф Ларкин из коллегии уголовного правосудия Джон Джей в городском университете Нью-Йорка написал, что Харрис и Клиболд заложили сценарий для последующих случаев стрельбы в школах. Ларкин изучил 12 крупных случаев стрельбы в школах США, произошедших в течение восьми лет после случая в школе «Колумбайн», и обнаружил, что в 8 из них «стрелки сделали явную отсылку к Харрису и Клиболду». Ларкин заключил:
Харрис и Клиболд совершили их яростную стрельбу как откровенно политический акт во имя угнетённых учеников, пострадавших от сверстников. Многочисленные «пост-Колумбайн» стрелки ссылались непосредственно на «Колумбайн» в качестве своего вдохновения; другие пытались превзойти количество убитых. … Массовое убийство в «Колумбайн» переопределило такие действия не только как месть, но и как средство протеста из-за травли, запугивания, социальной изоляции и общественных обрядов унижения.
В 2012 году социолог Натали Е. Патон из Национального центра научных исследований в Париже проанализировала онлайн-видеоролики, созданные «пост-Колумбайн» стрелками и обнаружила повторяющийся набор мотивов, в том числе с огнестрельным оружием, в которых преступник направляет свой пистолет «на камеру, затем на свой висок, а затем широко расправляет свои руки с пистолетом в каждой руке; крупным планом» и «машет рукой в конце», а также явные заявления о восхищении и другие сходства с предыдущими убийцами. Патон сказала, что видеоролики служат преступникам средством отличия их от своих одноклассников, связывая их с предыдущими преступниками.
Исследование, проведённое ABC News в 2014 году, выявило «по меньшей мере 17 нападений и ещё 36 предполагаемых заговоров или серьёзных угроз в отношении школ после нападения на среднюю школу „Колумбайн“, которые могут быть связаны с резнёй в 1999 году». Связи, выявленные ABC News, включали онлайн-исследования стрелков в «Колумбайн», вырезание новостей и изображений «Колумбайн», явные заявления о восхищении Харрисом и Клиболдом, такие, как записи в дневниках и в социальных сетях, на видеопостах и в интервью с полицией, сроки проведения массовых убийств, запланированных к юбилею инцидента, произошедшего в Колумбайн, планы превысить количество жертв по сравнению с «Колумбайн» и другие связи.
Исследование CNN, проведённое в 2015 году, показало, что «более 40 человек … обвиняются в заговорах в стиле „Колумбайн“». По словам психиатра Э. Фуллера Торри из Центра защиты лечения (англ. Treatment Advocacy Center), наследие стрельбы в «Колумбайн» — это её «очарование недовольной молодёжи».
В 2015 году журналист Малкольм Гладуэлл, пишущий для журнала «Нью-Йоркер», предложил пороговую модель случаев стрельбы в школах, в которой поступок Харриса и Клиболда рассматривается как стартовое событие «медленного, постоянно развивающегося мятежа, в котором действие каждого нового участника имеет смысл как реакция на действия предшественников и сочетается с ними».

## Имитаторы и подражатели
- Двое учеников из средней школы в штате Луизиана планировали повторить инцидент в своей школе в пятую годовщину массового убийства в школе «Колумбайн». Но благодаря анонимному сообщению в полицию преступление удалось предотвратить[119][120].
- Четырнадцатилетний подросток из штата Джорджия готовился осуществить расстрел учеников в своей школе «Лавджой». После ареста юноша признался, что хотел создать второй «Колумбайн»[121].
- 28 апреля 1999 года четырнадцатилетний Тодд Смитт Кэмирон открыл стрельбу из полуавтоматической винтовки 22-го калибра в коридоре школы «W. R. Myers High School» (Табер, Альберта, Канада), в результате чего погиб семнадцатилетний Джейсон Ланг и ещё один человек получил ранение. Стрелок был обезоружен учителем физкультуры[122]. На суде он признался, что на преступление его вдохновила стрельба в «Колумбайн». Кэмирон был приговорён к пожизненному заключению, однако был досрочно освобождён в 2005 году[123].
- 20 мая 1999 года пятнадцатилетний Томас «TJ» Соломон — младший открыл стрельбу в своей школе «Heritage High School» (Конайрес, Джорджия, США) из револьвера .357 калибра и полуавтоматической винтовки 22-го калибра. Соломон ранил шестерых человек, после чего без сопротивления сдался полиции. 9 ноября 2000 года стрелок был приговорён к 40 годам тюрьмы и ещё 65 годам ограничения свободы после освобождения. На стрельбу Томаса также вдохновила стрельба в «Колумбайн». Соломон, так же, как Эрик Харрис и Дилан Клиболд, считал себя членом «Тренчкоут Мафии».
- 5 марта 2001 года пятнадцатилетний Чарльз Уильямс открыл стрельбу из револьвера в школе «Santana High School» (Санти, Калифорния, США). Два ученика были убиты, ещё тринадцать получили ранения. Преступник был арестован полицией. 15 августа 2002 года он был приговорён к 50 годам заключения. На допросах Уильямс признался, что хотел повторить «Колумбайн»[124].
- 21 марта 2005 года шестнадцатилетний Джеффри Уиз открыл стрельбу в своей школе, убив семь и ранив пять человек; нападавший покончил с собой. Перед атакой на школу Уиз застрелил своего деда и его подругу. Очевидцы стрельбы утверждали, что стрелок пытался подражать Эрику Харрису и Дилану Клиболду и спрашивал одного ученика, верит ли тот в Бога[125].
- 15 сентября 2006 года полиция города Грин-Бей (Висконсин, США) арестовала семнадцатилетних Уильяма Корнелла и Шона Штурца, которые планировали повторить массовое убийство в «Колумбайн» в своей школе «East High School» в ближайшие дни. В доме Корнелла были изъяты десять винтовок и пистолетов, около 20 грубо сработанных взрывных устройств, камуфляжная форма, противогазы, рации и сотни патронов. У Штурца полицейские нашли ножи и боеприпасы, а также предсмертные записки. Суд приговорил Корнелла к 20, а Штурца — к 15 годам тюрьмы[126].
- 16 апреля 2007 года в городе Блэксберг, штат Виргиния, США, двадцатитрёхлетний студент из Южной Кореи Чо Сын Хи открыл огонь из двух пистолетов сначала в студенческом общежитии, а затем и учебном корпусе Виргинского политехнического института, убив 32 и ранив ещё 25 человек. Стрелок покончил с собой в одной из аудиторий. В прощальном видео он упоминает «мучеников Эрика и Дилана»[127].
- 5 сентября 2017 года пятнадцатилетний россиянин Михаил Пивнев, ученик ивантеевской школы № 1, пронёс в здание учебного заведения петарды, пневматическое оружие и тесак. Сначала он взорвал петарды, затем ворвался в кабинет информатики и произнёс фразы: «Я пришёл сюда, чтобы сдохнуть» и «Я ждал этого три года». Ударил тесаком по голове учительницу Людмилу Калмыкову, произвёл несколько выстрелов в потолок, а затем выстрелил учительнице в голову. Одноклассники от испуга начали выпрыгивать из окон со второго этажа, трое пострадали при падении. Учительница выжила и с травмами головы была госпитализирована. Михаил не успел совершить самоубийство, его задержали правоохранительные органы. Ранее на своей страничке в социальной сети ВКонтакте он упоминал школу «Колумбайн» — и 20 апреля 2017 года даже написал пост о том, что ему жалко, что его там не было. Его псевдоним в соцсети — Майк Клиболд[128][129][130].
- 15 января 2018 года в России, в городе Перми, в средней общеобразовательной школе двое подростков ворвались на урок труда к преподавателю Шагулиной Наталье Васильевне и стали наносить ножевые ранения при учениках 4 класса. Когда дети попытались выбежать из кабинета, им тоже стали наносить удары ножом. Пострадало 15 человек. На страничке задержанного в социальной сети «ВКонтакте» были размещены клипы с упоминанием «Колумбайн»[131].
- 17 октября 2018 года студент Керченского политехнического колледжа Владислав Росляков устроил в нём массовое убийство[132], убив 20 человек. Росляков упоминал «Колумбайн» в переписке[133], и, предположительно, подражал ему во время атаки (внешний вид нападавшего, бомба в столовой, самоубийство в библиотеке).
- 26 сентября 2022 года выпускник школы № 88 в Ижевске Артем Казанцев устроил в ней массовое убийство, застрелив 18 человек. На пистолетах стрелка были плетённые брелоки с именами «Эрик» и «Дилан», а также надпись латиницей «Колумбайн»[134].
- 4 января 2024 года в городе Перри, штат Айова, 17-летний Дилан Батлер открыл огонь из помпового ружья в местной школе, убив двух человек, ранив шесть, а затем покончив с собой. За несколько часов до стрельбы Дилан поделился фотографией в TikTok с подписью «теперь мы ждём», сделанной в школьном туалете. Тревожный выбор фоновой песни, «Stray Bullet» группы KMFDM, использовавшейся на личном сайте Эрика Харриса[135][136].